# Rally van Corsica 2008
De Rally van Corsica 2008, formeel 52ème Tour de Corse - Rallye de France, was de 52e editie van de Rally van Corsica en de dertiende ronde van het wereldkampioenschap rally in 2008. Het was de 452e rally in het wereldkampioenschap rally die georganiseerd wordt door de Fédération Internationale de l'Automobile (FIA). De start en finish was in Ajaccio.

## Programma
| Etappe | Datum               | Klassementsproeven | Competitieve afstand |
| ------ | ------------------- | ------------------ | -------------------- |
| 1      | Vrijdag 10 oktober  | 6                  | 119,92 kilometer     |
| 2      | Zaterdag 11 oktober | 6                  | 122,84 kilometer     |
| 3      | Zondag 12 oktober   | 4                  | 116,26 kilometer     |
|        |                     |                    |                      |
| Totaal | Totaal              | 16                 | 359,02 kilometer     |

## Resultaten
| Algemene top tien | Algemene top tien | Algemene top tien     | Algemene top tien                  | Algemene top tien | Algemene top tien | Algemene top tien | Algemene top tien |
| Pos.              | #                 | Rijder                | Auto                               | Gr/kl             | Tijd              | Eerste            | Punten            |
| Pos.              | #                 | Navigator             | Inschrijving                       | C                 | Straftijd         | Vorige            | Punten            |
| ----------------- | ----------------- | --------------------- | ---------------------------------- | ----------------- | ----------------- | ----------------- | ----------------- |
| 1.                | 1                 | Sébastien Loeb        | Citroën C4 WRC                     | A8                | 3:42:58,0         | 0:00              | 10                |
| 1.                | 1                 | Daniel Elena          | Citroën Total WRT                  | C                 |                   | =                 | 10                |
| 2.                | 3                 | Mikko Hirvonen        | Ford Focus RS WRC 08               | A8                | 3:46:22,7         | + 3:24,7          | 8                 |
| 2.                | 3                 | Jarmo Lehtinen        | BP Ford Abu Dhabi World Rally Team | C                 |                   | + 3:24,7          | 8                 |
| 3.                | 4                 | François Duval        | Ford Focus RS WRC 08               | A8                | 3:46:29,6         | + 3:31,6          | 6                 |
| 3.                | 4                 | Patrick Pivato        | BP Ford Abu Dhabi World Rally Team | C                 | 2:00              | + 6,9             | 6                 |
| 4.                | 8                 | Jari-Matti Latvala    | Ford Focus RS WRC 07               | A8                | 3:46:35,5         | + 3:37,5          | 5                 |
| 4.                | 8                 | Miikka Anttila        | Stobart VK Ford Rally Team         | C                 | 1:30              | + 5,9             | 5                 |
| 5.                | 5                 | Petter Solberg        | Subaru Impreza S14 WRC 08          | A8                | 3:48:33,4         | + 5:35,4          | 4                 |
| 5.                | 5                 | Phil Mills            | Subaru World Rally Team            | C                 |                   | + 1:57,9          | 4                 |
| 6.                | 6                 | Chris Atkinson        | Subaru Impreza S14 WRC 08          | A8                | 3:49:08,4         | + 6:10,4          | 3                 |
| 6.                | 6                 | Stéphane Prévot       | Subaru World Rally Team            | C                 |                   | + 35,0            | 3                 |
| 7.                | 25                | Urmo Aava             | Citroën C4 WRC                     | A8                | 3:50:23,2         | + 7:25,2          | 2                 |
| 7.                | 25                | Kuldar Sikk           | World Rally Team Estonia           | A8                | 1:00              | + 1:14,8          | 2                 |
| 8.                | 7                 | Matthew Wilson        | Ford Focus RS WRC 07               | A8                | 3:52:00,2         | + 9:02,2          | 1                 |
| 8.                | 7                 | Scott Martin          | Stobart VK Ford Rally Team         | C                 |                   | + 1:37,0          | 1                 |
| 9.                | 21                | Mads Østberg          | Subaru Impreza S12B WRC 07         | A8                | 3:52:11,3         | + 9:13,3          |                   |
| 9.                | 21                | Ole Kristian Unnerud  | Adapta AS                          | A8                |                   | + 11,1            |                   |
| 10.               | 15                | Barry Clark           | Ford Focus RS WRC 07               | A8                | 3:56:36,3         | + 13:38,3         |                   |
| 10.               | 15                | Paul Nagle            | Stobart VK Ford Rally Team         | A8                |                   | + 4:25,0          |                   |
| DNF top tien      |                   |                       |                                    |                   |                   |                   |                   |
| Pos.              | #                 | Rijder                | Auto                               | Gr/kl             | KP                | Reden             | Reden             |
| Pos.              | #                 | Navigator             | Inschrijving                       | C                 | KP                | Reden             | Reden             |
| DNF               | 2                 | Daniel Sordo          | Citroën C4 WRC                     | A8                | 3                 | Ongeluk           | Ongeluk           |
| DNF               | 2                 | Marc Martí            | Citroën Total WRT                  | C                 | 3                 | Ongeluk           | Ongeluk           |
| DNF               | 14                | Brice Tirabassi       | Subaru Impreza S14 WRC 08          | A8                | 14                | Motor             | Motor             |
| DNF               | 14                | Fabrice Gordon        | Subaru World Rally Team            | A8                | 14                | Motor             | Motor             |
| DNF               | 35                | Michał Kościuszko     | Suzuki Swift S1600                 | A6                | 1                 | Ongeluk           | Ongeluk           |
| DNF               | 35                | Maciej Szczepaniak    | Michał Kościuszko                  | A6                | 1                 | Ongeluk           | Ongeluk           |
| DNF               | 37                | Simone Bertolotti     | Renault Clio R3                    | A7                | 10                | Ongeluk           | Ongeluk           |
| DNF               | 37                | Daniele Vernuccio     | Simone Bertolotti                  | A7                | 10                | Ongeluk           | Ongeluk           |
| DNF               | 40                | Arnaud Augoyard       | Renault Clio R3                    | A7                | 7                 | Ongeluk           | Ongeluk           |
| DNF               | 40                | Nicolas Baudin        | AMSK Interspeed Racing Team        | A7                | 7                 | Ongeluk           | Ongeluk           |
| DNF               | 48                | Alessandro Bettega    | Renault Clio R3                    | A7                | 15                | Ongeluk           | Ongeluk           |
| DNF               | 48                | Simone Scattolin      | TRT Srl                            | A7                | 15                | Ongeluk           | Ongeluk           |
| DNF               | 63                | François Padrona      | Subaru Impreza S11 WRC 05          | A8                | 13                | Ongeluk           | Ongeluk           |
| DNF               | 63                | Jean-François Machini | François Padrona                   | A8                | 13                | Ongeluk           | Ongeluk           |
| DNF               | 65                | Georges Guebey        | Peugeot 206 WRC                    | A8                | 13                | Mechanisch        | Mechanisch        |
| DNF               | 65                | Nadège Passaquin      | Georges Guebey                     | A8                | 13                | Mechanisch        | Mechanisch        |
| DNF               | 72                | Michel Branca         | Mitsubishi Lancer Evo IX           | N4                | 3                 | Mechanisch        | Mechanisch        |
| DNF               | 72                | Gérald Forns          | Michel Branca                      | N4                | 3                 | Mechanisch        | Mechanisch        |
| DNF               | 73                | Jaromír Tomaštík      | Subaru Impreza STi                 | N4                | 1                 | Mechanisch        | Mechanisch        |
| DNF               | 73                | Jaroslav Vrečka       | Jaromír Tomaštík                   | N4                | 1                 | Mechanisch        | Mechanisch        |

| JWRC top drie | JWRC top drie   | JWRC top drie |
| Pos.          | Rijder          | Pnt.          |
| ------------- | --------------- | ------------- |
| 1             | Martin Prokop   | 10            |
| 2             | Sébastien Ogier | 8             |
| 3             | Pierre Campana  | 6             |

## Statistieken

#### Klassementsproeven
| Etappe | Datum      | KP | Starttijd | Naam                             | Lengte   | Snelste rijder                    | Tijd    | Gem. snelheid | Rallyleider    |
| ------ | ---------- | -- | --------- | -------------------------------- | -------- | --------------------------------- | ------- | ------------- | -------------- |
| 1      | 10 oktober | 1  | 9:18      | Acqua Doria - Serra di Ferro 1   | 15,92 km | Sébastien Loeb                    | 9:27,4  | 101,01 km/u   | Sébastien Loeb |
| 1      | 10 oktober | 2  | 10:11     | Portigliolo - Bocca Albitrina 1  | 16,62 km | Sébastien Loeb                    | 9:21,9  | 106,48 km/u   | Sébastien Loeb |
| 1      | 10 oktober | 3  | 11:09     | Arbellara - Aullène 1            | 27,42 km | Sébastien Loeb                    | 15:51,4 | 103,75 km/u   | Sébastien Loeb |
| 1      | 10 oktober | 4  | 14:37     | Acqua Doria - Serra di Ferro 2   | 15,92 km | Sébastien Loeb                    | 9:32,2  | 100,16 km/u   | Sébastien Loeb |
| 1      | 10 oktober | 5  | 15:30     | Portigliolo - Bocca Albitrina 2  | 16,62 km | Sébastien Loeb                    | 9:22,5  | 106,37 km/u   | Sébastien Loeb |
| 1      | 10 oktober | 6  | 16:28     | Arbellara - Aullène 2            | 27,42 km | Sébastien Loeb                    | 15:48,9 | 104,03 km/u   | Sébastien Loeb |
|        |            |    |           |                                  |          |                                   |         |               | Sébastien Loeb |
| 2      | 11 oktober | 7  | 8:48      | Carbuccia - Scalella 1           | 21,88 km | Sébastien Loeb                    | 14:26,3 | 90,92 km/u    | Sébastien Loeb |
| 2      | 11 oktober | 8  | 10:21     | Calcatoggio - Plage du Liamone 1 | 25,17 km | Sébastien Loeb                    | 17:09,2 | 88,04 km/u    | Sébastien Loeb |
| 2      | 11 oktober | 9  | 11:19     | Appricciani - Coggia 1           | 14,37 km | Sébastien Loeb                    | 9:23,9  | 91,74 km/u    | Sébastien Loeb |
| 2      | 11 oktober | 10 | 14:02     | Carbuccia - Scalella 2           | 21,88 km | Sébastien Loeb                    | 14:33,6 | 90,16 km/u    | Sébastien Loeb |
| 2      | 11 oktober | 11 | 15:35     | Calcatoggio - Plage du Liamone 2 | 25,17 km | Sébastien Loeb                    | 17:08,0 | 88,14 km/u    | Sébastien Loeb |
| 2      | 11 oktober | 12 | 16:33     | Appricciani - Coggia 2           | 14,37 km | François Duval                    | 9:21,3  | 92,16 km/u    | Sébastien Loeb |
|        |            |    |           |                                  |          |                                   |         |               | Sébastien Loeb |
| 3      | 12 oktober | 13 | 8:43      | Agosta - Pont de Calzola 1       | 31,81 km | Sébastien Loeb                    | 19:10,2 | 99,56 km/u    | Sébastien Loeb |
| 3      | 12 oktober | 14 | 9:36      | Pietra Rossa - Verghia 1         | 26,32 km | Sébastien Loeb                    | 16:25,6 | 96,14 km/u    | Sébastien Loeb |
| 3      | 12 oktober | 15 | 12:14     | Agosta - Pont de Calzola 2       | 31,81 km | Sébastien Loeb Jari-Matti Latvala | 19:22,0 | 98,55 km/u    | Sébastien Loeb |
| 3      | 12 oktober | 16 | 13:07     | Pietra Rossa - Verghia 2         | 26,32 km | Mikko Hirvonen                    | 16:27,4 | 95,96 km/u    | Sébastien Loeb |

| KP overwinningen   | KP overwinningen |
| Rijder             | Aantal           |
| ------------------ | ---------------- |
| Sébastien Loeb     | 14               |
| François Duval     | 1                |
| Mikko Hirvonen     | 1                |
| Jari-Matti Latvala | 1                |

## Kampioenschap standen

#### Rijders
|   | Pos. | Rijder             | Pnt. |
| - | ---- | ------------------ | ---- |
| = | 1    | Sébastien Loeb     | 106  |
| = | 2    | Mikko Hirvonen     | 92   |
| = | 3    | Daniel Sordo       | 59   |
| = | 4    | Chris Atkinson     | 45   |
| = | 5    | Jari-Matti Latvala | 42   |

#### Constructeurs
|   | Pos. | Constructeur                       | Pnt. |
| - | ---- | ---------------------------------- | ---- |
| = | 1    | Citroën Total WRT                  | 169  |
| = | 2    | BP Ford Abu Dhabi World Rally Team | 146  |
| = | 3    | Subaru World Rally Team            | 87   |
| = | 4    | Stobart VK Ford Rally Team         | 62   |
| = | 5    | Munchi's Ford WRT                  | 22   |

- Noot: Enkel de top 5-posities worden in beide standen weergegeven.